# Margrete af York, hertuginde af Burgund
Margrete af York (3. maj 1446 – 23. november 1503) eller Margrete af Burgund var hertuginde af Burgund som den tredje hustru til Karl den Dristige og var protektor af Burgund efter hans død. Hun var datter af Richard, 3. hertug af York, og Cecily Neville, og søster til to konger af England, Edvard 4. og Richard 3. Hun blev født på Fotheringhay Castle i Northamptonshire i England, og hun døde i Mechelen i Nederlandene.

## Opvækst
Hertuginde Isabella af Burgund, Karl den Dristiges mor, var gennem blodsbånd og opfattelse af burgundiske interesser pro-engelsk. Som barnebarn af Johan af Gent sympatiserede hun med Huset Lancaster. Hun mente, at burgunds handel, hvorfra den burgundiske stat hentede sin enorme rigdom, var afhængig af venskabelige forbindelser med England. Af denne grund var hun parat til at favorisere enhver engelsk fraktion, der var villig til at favorisere Burgund. I 1454 foretrak hun Huset York under ledelse af Margretes far, Richard, 3. hertug af York. Skønt kongen af England, Henrik 6., var leder af Huset Lancaster, var hans hustru, Margrete of Anjou, en niece af Burgunds bitre fjende, Karl 7. af Frankrig, og var selv en fjende af burgunderne. Hertugen af York delte derimod Burgunds fjendskab over for franskmændene og foretrak burgunderne.
Da hertugen af York kom til magten i 1453-54 under Henrik 6.'s første nervesammenbrud, forhandlede han og Isabella om et ægteskab mellem Karl den Dristige, dengang greve af Charolais, og en af Yorks ugifte døtre, hvoraf den otteårige Margrete var den yngste. Forhandlingerne løb dog ud i sandet på grund af magtkampe i England og Karls far, Filip den Godes, præference for en fransk alliance. Filip fik Karl forlovet med Isabella af Bourbon, datter af Karl 1., hertug af Bourbon, og Agnes af Burgund, i slutningen af marts 1454, og parret blev gift den 31. oktober 1454.
Margrete, der var et nyttigt redskab til forhandling for sin familie, var stadig ugift i en alder af 19 år, da Isabella af Bourbon døde i september 1465. Hun havde kun født Karl en datter, Maria. Det gjorde det bydende nødvendigt for ham at gifte sig igen og blive far til en søn. Situationen havde ændret sig siden 1454: Karl blev nu højt respekteret af sin far, som i sin høje alder havde betroet ham regeringen i Burgund. Karl var pro-engelsk og ønskede at indgå et engelsk ægteskab og alliance mod franskmændene. På Margretes side var hendes familie langt mere magtfuld og sikker, end den havde været i 1454: Hendes far var dræbt i Slaget ved Wakefield den 30. december 1460, men hendes bror var nu kong Edvard 4., ineffektivt bekæmpet kun af Margrete af Anjou og hendes søn, Edvard af Westminster. Det gjorde Margrete til en langt mere værdifuld brud, end hun havde været som datter af en hertug. Derfor sendte Karl sin nære rådgiver, Guillaume de Clugny, til London nogle uger efter sin hustrus død for at foreslå Edvard 4. et ægteskab mellem ham og Margrete. Edvard reagerede varmt, og i foråret 1466 sendte han sin svoger, Lord Scales, til Burgund, hvor Scales formelt anmodede om Margretes hånd til Karl og fremsatte Edvards eget forslag om et gensidigt ægteskab mellem Karls datter Maria og Edvards bror, Georg, 1. hertug af Clarence.

## Ægteskab
Ægteskabet fandt imidlertid ikke sted med det samme. Fortsatte forhandlinger var påkrævet, især da Karl ikke var villig til at gifte sit eneste barn og potentielle arving til Georg, hertug af Clarence, og disse forhandlinger blev gennemført af Anton, Grand Bastard de Bourgogne, Karls halvbror. Men yderligere problemer blev skabt af franskmændene: Ludvig 11. ønskede ikke en alliance mellem Burgund og England, hans to største fjender. Ludvig forsøgte derfor at skille dem ved at tilbyde sin ældste datter, Anne, til Karl, sin yngre datter, Johanne, til Edvards yngste bror, Richard, hertug af Gloucester, og sin svoger, Filip 2. af Bresse, til Margrete. Edvard viste interesse for de to sidstnævnte forslag, og han fornærmede derved Karl den Dristige og forsinkede det anglo-burgundiske forhold.
I stedet blev Margrete i 1466 forlovet med Peter, konstabel af Portugal, som de oprørske catalanere havde inviteret til at blive deres konge. Peter var nevø af hertuginde Isabella af Burgund, og forlovelsen var et forsøg på at berolige Burgund. Det skulle dog ikke ske. Opslidt af sygdom, skuffelser, sorg og overanstrengelse døde Peter den 29. juni 1466 og efterlod Margrete ledig.
I 1467 var situationen ændret igen. Filip den Gode var død, og Karl den Dristige var blevet hertug af Burgund. Richard Neville, jarl af Warwick, havde vendt sig mod Edvard 4. og konspirerede mod ham med fransk støtte. Edvard havde under de omstændigheder brug for støtte fra Karl og lagde ingen yderligere hindringer for ægteskabet, idet han formelt accepterede det i oktober 1467. Forhandlingerne mellem hertugens mor, Isabella, og kongen af Englands svoger og svigerfar, Lord Scales og Earl Rivers, fortsatte mellem december 1467 og juni 1468.
Imens gjorde Ludvig 11. alt, hvad han kunne for at forhindre ægteskabet, idet han krævede, at paven nægtede at give dispensation til ægteskabet (parret var fætre i fjerde slægtsled) og lovede englænderne gunstige handelsforhold. Det underminerede Edvards kredit hos internationale banker for at forhindre ham i at kunne betale Margretes medgift, og tilskyndede en Lancaster-invasion af Wales og bagvaskelse af Margrete. Han hævdede, at hun ikke var jomfru og havde født en bastardsøn. Han blev ignoreret, og en dispensation blev sikret, efter at burgundiske bestikkelse havde sikret pavens godkendelse. Der blev udarbejdet en kompleks aftale mellem England og Burgund, hvori indgik gensidigt forsvar, handel, valutaveksling, fiskerirettigheder og frihed til at rejse, alt sammen baseret på ægteskab mellem hertugen og Margrete. I henhold til betingelserne i ægteskabskontrakten bevarede Margrete sine rettigheder til den engelske trone, og hendes medgift blev lovet Burgund, selv hvis hun døde inden for det første år (ofte ville medgiften vende tilbage til brudens familie under de omstændigheder). For sin egen part gav Karl Margrete byerne Mechelen, Oudenaarde og Dendermonde til hendes livgeding.
Ægteskabskontrakten blev afsluttet i februar 1468 og underskrevet af Edvard 4. i marts. Pavens dispensation ankom i slutningen af maj, og forberedelserne til at sende Margrete til Burgund begyndte. Der var liden begejstring for det uden for Burgund - franskmændene afskyede naturligvis dette ægteskab mellem deres to fjender, mens de engelske købmænd, der stadig led af begrænsninger i salget af deres klæde i England, viste deres misbilligelse ved at angribe hollandske og flamske købmænd blandt dem.
Margrete forlod Margate mod Sluys den 23. juni 1468. Lord Scales og Richard Boyville var blandt dem, der eskorterede hende for at møde hendes fremtidige brudgom. På trods af at Ludvig 11. havde beordret sine skibe til at tage hende til fange på rejsen, krydsede hendes konvoj Engelske Kanal uden problemer og nåede Sluys om aftenen den 25. juni. Næste dag mødte hun sin brudgoms mor, Isabella, og datter, Maria: Mødet var en succes, og de tre var nære venner resten af livet. Den 27. juni mødte hun Karl for første gang, og parret blev gift privat mellem kl. 5 og kl. 6 den 3. juli i et hus tilhørende en velhavende købmand i Damme. Karl rejste til Brugge og tillod dermed den nye hertuginde æren af at komme ind uden ham et par timer senere.
Fejringerne var ekstravagante selv efter burgundernes standard, der var kendt for overdådighed og generøse festligheder. Bruden gjorde sin entre i en guldkaret, trukket af hvide heste, med en krone på hovedet. Under dette optog charmerede hun borgerne i Brugge, da hun vinkede til dem i stedet for at lukke sig inde fra regn og vind. I selve byen sprøjtede vin fra bueskyttestatuer og kunstige pelikaner i kunstige træer. Kanalerne var dekoreret med fakler, og broerne pyntet med blomster. Det lykkelige pars våbenskjold blev vist overalt, ledsaget af parrets motto: Karls Je l'ay emprins ("Jeg har påtaget mig det") og Margretes Bien en aviengne ("Må godt komme af det"). Fejringen omfattede også "Turneringen om det gyldne træ", der blev arrangeret omkring en detaljeret allegori, designet til ære for bruden.
Da hertugen og hertuginden dukkede op, bar de storslåede kroner. Margretes krone var prydet med perler og med emaljerede hvide roser for Huset York sat mellem røde, grønne og hvide emaljerede bogstaver af latiniseringen af hendes navn ("Margarita de York", m ar ga rita de yo rk ), med guld C'er og M'er, flettet med kærlighedsknuder (den ligger i skatkammeret ved Aachen Domkirke). At kronen blev flyttet til Aachen var heldigt, da den overlevede den Den engelske borgerkrigs hærgen, hvor alle de vigtigste engelske kronjuveler blev ødelagt. Den er således den ene af to kongelige britiske kroner fra Middelalderen. Den anden er Prinsesse Blankas krone. "Margrete bar denne krone til sit bryllup med Karl den Dristige i Brugge i 1468... Kronens læderetui bærer stadig spor af gammel forgyldning. Initialerne CM samt Yorks og Burgunds våbenskjolde findes igen på låget. Resten af etuiet er dekoreret med slyngtråder og små drager præget i læderet. Margrete overrakte kronen til Vor Frue Kirke under et besøg i Aachen i 1475. I dag bærer statuen af Vor Frue ved siden af alteret kronen på festdage. I 1475 blev en lignende krone skabt til barnet."
Karl bar en lige så prægtig krone og var klædt i en gylden kjole belagt med diamanter, perler og store stene. Paraderne, gaderne dækket med gobeliner på husene, festen, maskespillet og allegoriske underholdninger og juvelerne imponerede alle som "århundredets bryllup". Det bliver genopført i Brugge hvert femte år med den næste begivenhed i 2022. Den sidste fandt sted i august 2017.

## Hertuginde af Burgund
Selvom der i ægteskabet ikke blev født børn, viste Margrete sig som et værdifuldt aktiv for Burgund. Umiddelbart efter brylluppet rejste hun sammen med sin steddatter Maria gennem Flandern, Brabant og Hainaut for at besøge de store byer: Ursel, Gent, Dendermonde, Asse, Bruxelles, Oudenaarde og Kortrijk var alle imponeret over hendes intelligens og evner. Mindre værdifuldt var måske de familiære forbindelser, hun medbragte. I maj 1469 forsøgte hendes bror, Edvard 4., at tildele Karl den Dristige Hosebåndsordenen, en ære, som ville have gjort Karl skyldig i forræderi mod Ludvig 11., hvis han havde accepteret den: Skønt enkehertuginde Isabella havde advaret sin søn om at afvise tilbuddet, hvilket han gjorde, gav det Ludvig 11. en undskyldning for yderligere krigsførelse mod Burgund.
I august 1469 mistede Edvard 4. midlertidigt magten, da hans bror, hertugen af Clarence, og jarlen af Warwick gjorde oprør og tog kongen i til fange. Karl blev tvunget til at gribe ind på sin svogers side og beordrede Londons købmænd til at sværge Edvard loyalitet under trussel om at miste deres handelsrettigheder i Burgund, en trussel der viste sig at være vellykket. Men det næste år måtte Margrete i fortvivlelse set til, mens Clarence og Warwick støttede en franskstøttet Lancaster-invasion af England. Selvom hun sammen med sin mor Cecily, enkehertuginde af York, forsøgte at forlige Clarence og Edvard 4., fortsatte oprøret, og den 2. oktober 1470 var Huset Lancaster atter tilbage på magten, og Edvard var flygtet til Margrete og Karl i Burgund.
Kuppet mod hendes bror mindskede Margretes dynastiske værdi. Det og hensynet til sin bror fik hende til lidenskabeligt at bede sin ægtemand om, at støtte Edvard og træffe foranstaltninger til at genindsætte ham. Dog viede hendes mand alligevel lidt opmærksom til hendes tiggeri. Da han besluttede at støtte Edvard, var det, da han selv havde indset, at det var i hans interesse at modsætte sig det Lancaster-styret i England, støttet som det var af Frankrig, der i begyndelsen af december 1470, opmuntret af situationen i England, valgte erklære krig mod Burgund. Alligevel havde Karl den 4. januar 1471 accepteret at støtte eksilkongen med at genvinde den engelske trone, og denne fornyelse af venskab mellem de to mænd blev efterfulgt af Edvards besøg hos Margrete i Hesdin til den 13. januar, første gang parret havde set hinanden siden Margrete forlod England.
I april 1471 var Edvard tilbage i England. Margrete fulgte begivenhederne omhyggeligt og bad om grundige detaljer om begivenhederne i England og var glad for forsoningen mellem hendes brødre Georg og Edvard. Hun forsynede også sin svigermor, Isabella, med oplysninger om udviklingen af Edvards felttog for at genvinde tronen. Det var for eksempel hende, der svarede på Isabella spørgsmål om den påståede respektløse behandling af jarlen af Warwick ved at forklare, at Edvard havde "hørt, at ingen i byen troede, at Warwick og hans bror var døde, så han [Edvard] fik deres lig bragt til St Paul's, hvor de blev lagt frem, udækket fra brystet og opad, foran alles øjne." Edvard 4. blev med succes genindsat. Edvard af Westminster, Henrik 6.'s eneste søn og arving, var faldet i kamp, og Henrik 6., der kortvarigt havde været genindsat på tronen, døde i sin celle i Tower of London to uger senere. De to dødsfald gjorde en ende på den direkte linje af Huset Lancaster.
På dette tidspunkt begyndte Isabellas helbred at svigte. I juni 1471 udarbejdede hun sit testamente, hvor hun testamenterede sin yndlingsbolig La-Motte-au-Bois til Margrete. På samme tid gik Isabella og Karl imod Margretes familie. Med Henrik 6. og hans søn døde var Isabella et af de overordnede medlemmer af Huset Lancaster og havde et godt krav på den engelske trone. Dette krav overførte hun juridisk til Karl i juli, hvilket gjorde det muligt for Karl senere samme år officielt at gøre krav på den engelske trone på trods af at hans svoger var konge af England af Huset York. Karl valgte dog ikke at fortsætte sit krave og fandt det mere til hans fordel at opretholde sin støtte til Edvard 4.
I 1477 var Margretes position som hertuginde af Burgund ikke længere så strålende som den havde været. Efter Isabellas død i 1471 var Karl blevet mere og mere tyrannisk og storslået, idet han drømte om at samle et nyt kongerige Lotharingia fra Nordsøen til Middelhavet. For at opnå dette var han kontinuerligt i krig mod sine naboer, som svarede ved at alliere sig mod ham. I mellemtiden havde Ludvig 11. vist sig at være mesterlig til at destabilisere den burgundiske stat. Edvard 4. var blevet løsrevet fra hans alliance, Karls omdømme og bankkredit var blevet undermineret af Ludvig, og den burgundiske handel blev kvalt af franske embargoer. I 1476 blev hertugen betragtet som en tyran af sit folk, der led af at franskmændenes nægtede at eksportere deres vin og brød til Burgund, og som frygtede hans frygtelige gengældelse mod oprørere, der blev sendt mod dem. I 1476 sørgede han for, at hans datter og arving, Maria, blev forlovet med Maximilian af Habsburg. Den 5. januar 1477 blev han dræbt i et slag uden for Nancy i Lorraine.

## Enkehertuginde
Det var i kølvandet på sin mands død, at Margrete virkelig viste sig at være uvurderlig for Burgund. Hun var altid blevet betragtet som en dygtig og intelligent politiker. nu gik hun ud over dette. Til sin steddatter, Maria, nu hertuginde af Burgund, gav hun umådelig vejledning og hjælp. Ved hjælp af sine egne erfaringer Edvard 4.'s hof, hvor hun stort set havde undgået at blive brugt som en brik og bidraget til realiseringen af sit eget ægteskab, vejledte hun klogt hertuginden i hendes beslutning om sit ægteskab. Mod bølgen af ægteskabstilbud, der oversvømmede de to hertuginder i Gent (fra den hertug af Clarence, nyligt enkemand, fra den 7-årige Dauphin i Frankrig, Karl, fra en bror til Edvard 4.'s hustru, Elizabeth Woodville), stod hun fast og rådede Maria til at gifte sig med Maximilian af Habsburg, den 18-årige søn af den tysk-romerske kejser Frederik 3., som Karl den Dristige havde trolovet Maria med, og som efter Margretes mening var ambitiøs og aktiv nok til at forsvare Marias arv.
Hun rådede Maria stærkt til at acceptere Maximilians frieri og straks gifte sig med ham. Han ankom til Burgund den 5. august 1477, og inden den 17. august var han ankommet til Ten Waele Slot i Gent. Han mødte Maria der, de var begge "blege som døden", men fandt hinanden til deres gensidige smag, og Margrete deltog i de traditionelle høviske kærlighedsspil og fortalte Maximilian foran den samlede adel, at hans brud "havde gemt en nellike på sig, og det var hans opgave at finde den." Nelliken viste sig behørigt at være i hertugindens kjoleliv, hvorfra Maximilian omhyggeligt fjernede den. Parret blev gift den næste dag, den 18. august.
Burgund var langt fra sikkert. Hertugdømmet Burgund var allerede blevet erobret af franskmændene, der fortsatte med at angribe fra alle sider og udnyttede statens ustabilitet. Margrete reagerede nu for at sikre militær støtte fra sin bror, Edvard 4.. Han sendte tilstrækkelig støtte til, at Maria og Maximilian kunne modstå de yderligere franske fremskridt, selvom hertugdømmet selv forblev tabt. Ludvig 11., der erkendte den fare, som Margrete udgjorde over for ham, forsøgte at bestikke hende med en fransk pension og et løfte om personlig beskyttelse af hende. Hun nægtede foragteligt og sejlede i stedet i sommeren 1480 til London, hvor hun igen blev mødt af Richard Boyville og forhandlede om en genoptagelse af den anglo-burgundiske alliance og fornyet handel. Hun stoppede heller ikke der med at støtte Maria og Maximilian. Da Maria den 22. juli 1478 fødte en søn og arving, Filip, spredte Ludvig 11. rygter om, at barnet faktisk var en pige. Margrete, der stod gudmor til barnet, afviste rygterne på en praktisk facon. Da dåbsselskabet forlod St. Donat kirken, beviste hun endeligt, at barnet utvivlsom var en dreng ved at afklæde ham og præsentere ham for den forsamlede menneskemængde. I 1480 blev Maria og Maximilians næste barn en pige. Hertugen og hertuginden navngav hende Margrete efter enkehertuginde.
Margrete blev dog ramt et ødelæggende slag i 1482. Hendes højtelskede steddatter, Maria, faldt af hesten under jagt og brækkede sin ryg. Skaderne var dødelige, og Maria døde den 27. marts. Fra det personlige synspunkt var dette et hårdt slag for Margrete. Politisk svækkede Marias død den burgundiske stat yderligere. Burgunderne var nu syge af krig og uvillige til at acceptere Maximilians styre som regent for hans søn, den 4-årige hertug Filip eller endda som værge for børnene. De lagde pres på ham. Den 23. december 1482 underskrev Nederlandenes tre stænder Arrastraktaten med Ludvig 11., hvilket gav ham De burgundiske Nederlande, Pikardiet og Grevskabet Boulogne. Margrete var ude af stand til at sikre hjælp fra Edvard 4., som havde indgået en våbenhvile med Frankrig. Derfor blev hun og Maximilian tvunget til at acceptere den som den var. Maximilian mæglede en personlig fred med Ludvig ved at sørge for, at hans datter, Margrete, blev forlovet med den unge dauphin af Frankrig. Hun blev sendt væk for at blive opdraget ved det franske hof og medbragte Grevskabet Burgund og Grevskabet Artois i medgift.
Dette var ikke afslutningen på problemerne for Margrete og Maximilian. Hollændere kunne stadig ikke lide hans styre over territoriet. I 1488 blev han taget til fange i Brugge af borgerne og blev kun befriet ved at give vidtrækkende indrømmelser. Det næste år blev han kaldt tilbage til Østrig af sin far, kejseren. Burgund blev overladt til at blive styret af Margrete sammen med de burgundiske stænder, som alle også påtog sig den unge hertug Filips formynderskab, skønt Maximilian fortsatte med at tage en fjern interesse i landet og en større interesse for sine børn.
På dette tidspunkt havde Margrete allerede lidt flere personlige tragedier. Hendes bror, hertugen af Clarence, blev henrettet af Edvard 4. i 1478. Edvard selv var død af sygdom i 1483, og til sidst blev hendes yngre bror Richard, der overtog tronen som Richard 3., dræbt i 1485 i Slaget ved Bosworth af lederen af Hust Lancaster, Henrik Tudor, jarl af Richmond, en fætter og nevø af Henrik 6., der blev kong Henrik 7. og giftede sig med datteren af Edvard 4., Elizabeth af York. Med Richards død ophørte Huset York med at herske i England. Margrete var følgelig en stærk støtte til enhver, der var villig til at udfordre Tudor-dynastiet, og støttede både Lambert Simnel og Perkin Warbeck og gik endda så langt som at anerkende Warbeck som sin nevø, den yngre søn af Edvard 4., hertugen af York. Hun tilbød økonomisk støtte til hans forsøg på at tage tronen og hyrede lejesoldater på kontinentet til at ledsage ham på et felttog til England i 1495. Warbeck led et betydeligt nederlag i Slaget ved Deal og lykkedes derefter ikke med at indtage Waterford i Irland. Warbeck var sandsynligvis en bedrager og endte med at blive fængslet i Tower of London og derefter henrettet af Henrik 7. Henrik anså faktisk Margrete utvivlsomt som et problem, men der var ikke meget, han kunne gøre, da hun var beskyttet af sin stedsvigersøn Maximilian.
Margrete døde den 23. november 1503, i en alder af 57 år, kort efter at hendes stedbarnebarn, Filip den Smukke, vendte tilbage til Burgund. Hendes død det år gjorde det muligt for hende at blive skånet for sorgen over Filips alt for tidlige død af tyfusfeber i 1506.

## Arv og privatliv
William Caxton, der introducerede den nye bogtrykkerkunst i Kongeriget England og var en trofast York-støtte, anså Margrete som en af sine protektorer. En præsentationskopi af Recuyell of the Historyes of Troye, den første bog trykt på engelsk (sidst i 1473 - begyndelsen af 1474), har en specielt udformet tegning, der viser Caxton præsentere bogen til Margrete. Bogen er nu i Huntington Library, San Marino, Californien. Denne "protektion" kan være mere reklame end lig med traditionel middelalderprotektion.
Blandt de mange illuminerede manuskripter, der blev bestilt af Margrete mens hun var hertuginde af Burgund, et af de mest berømte The Visions of Tondal, illustreret af Simon Marmion og i øjeblikket i Getty Museum (en komplet kopi er blevet udgivet).
En flot kvinde, men (sjældent for hendes samtids overdrivelse), der aldrig blev beskrevet som smuk, havde Margrete fine træk og var, næsten 6 fod, meget høj, et træk fremhævet af hendes slankhed og hendes lige og opretstående holdning. Hendes øjne var grå, og hendes mund var lille. Hendes smil tillod hende at demonstrere sin skæve humor, hendes kløgt og hendes elskværdighed. Tilsyneladende var hun en fuldstændig modsætning til den mørke og tykke hertug Karl den Dristige, som var kortere end hende. Da de mødtes første gang, var hun nødt til at bøje sig for at modtage hans kys. Men hendes intelligens var skarp, og hendes vilje stærk. Hun viste sig naturligt at være en værdig brud for hertugen.
Med sin mands familie havde hun et fremragende forhold. Hun blev en moderfigur for sin steddatter, Maria, som delte Margretes interesser for læsning, ridning, jagt og falkejagt. Hendes svigermor, Isabella af Portugal, sagde om Margrete, at hun var "godt tilfreds med synet af denne dejlige dame og glad for hendes manerer og dyder". En dygtig hersker, viste hun sig at være en mesterlig hertuginde. Hun sympatiserede med York-sagen, men før dette var hun hertuginde af Burgund. Hun fik ingen mandlig arving til at arve Burgund, men hun reddede den fra undergang. Til hendes handlinger kan tilskrives den burgundiske stats overlevelse og forebyggelsen af fransk dominans i Europa.

## I fiktion
Margrete er hovedpersonen i 2008-romanen A Daughter of York af Anne Easter Smith. Bogen begynder med, at Margrete sørger over sin far og bror og fortsætter gennem hendes ægteskab og kølvandet på hendes mands død. Hun er også med i Easter Smiths 2009 bog The King's Grace.
I videospillet Assassin's Creed: Brotherhood er der en kontraktmission i London, hvor Margrete dræbes på vegne af Henrik 7.
I BBC-tv-serien The Shadow of the Tower fra 1972 blev hun spillet af Rachel Kempson.
I Starz-tv-serien The White Princess fra 2017 (ikke at forveksle med dens forgænger The White Queen) blev hun portrætteret af den engelske skuespillerinde Joanne Whalley.
I den tysk-østrigske tv-serie Maximilian fra 2017 om Maximilian 1. og Maria af Burgund blev hun portrætteret af den franske skuespillerinde Alix Poisson.